# Jason Ralph

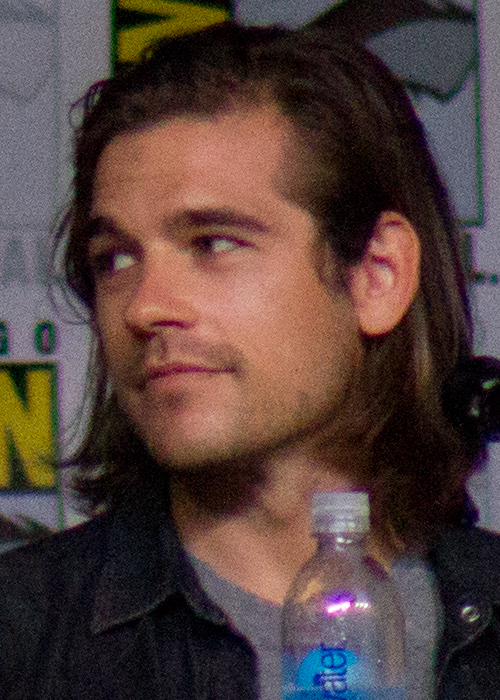
Jason Ralph (2016)

Jason Ralph (* 7. April 1986 in McKinney, Texas) ist ein US-amerikanischer Schauspieler. Bekanntheit erlangte er vor allem durch die Hauptrolle des Quentin Coldwater aus der Serie The Magicians.

## Leben und Karriere
Jason Ralph stammt aus der Stadt McKinney, im US-Bundesstaat Texas. In seiner texanischen Heimat sammelte er am Collin College in Plano erste Erfahrungen am Theater. Später verließ er allerdings die Heimat und zog nach New York City, wo er Schauspiel an der State University of New York at Purchase studierte. Eine seine ersten Schauspielrollen übernahm er bei der Vertonung einiger Figuren im Videospiel Red Dead Redemption. Anschließend trat er in Gastrollen in den Serien Good Wife, Gossip Girl, Unforgettable, Smash und Blue Bloods – Crime Scene New York. Zwischen 2012 und 2013 stand er in der Hauptrolle im Stück Peter and the Starcatcher, das auf dem Jugendbuch Peter und die Sternenfänger der Autoren Dave Berry und Ridley Pearson, basiert am Broadway und am Off-Broadway auf der Theaterbühne. Er ist unter anderem auch an Inszenierungen an der Theaterfirma Strangemen & Co. tätig, der er selbst mitbegründete. Eines der Stücke, was sie inszenierte trägt den Titel On the Head of a Pin.
2014 trat Ralph als Ian Thompson im Thriller A Most Violent Year auf. 2015 war er in einer wiederkehrenden Rolle als Harrison Dalton in der Serie Madam Secretary zu sehen und trat zudem als Stan in der zweiten Staffel der Serie Manhattan auf. In der Serie Aquarius war er in beiden Staffel als Mike Vickery zu sehen. Ab 2015 spielte er zudem die Hauptrolle des Quentin Coldwater in The Magicians. Seine Rolle wurde nach dem Ende der vierten Staffel, in Absprache mit dem Darsteller, aus der Serie herausgeschrieben, so dass Ralph an der finalen fünften Staffel nicht mehr beteiligt war. 2018 trat Ralph in der Serie Younger als Jake Devereux auf.

## Privates
Ralph ist mit der Schauspielerin Rachel Brosnahan verheiratet.

## Filmografie (Auswahl)
- 2010: Good Wife (The Good Wife, Fernsehserie, Episode 2x03)
- 2011: Gossip Girl (Fernsehserie, 2 Episoden)
- 2011: Unforgettable (Fernsehserie, Episode 1x06)
- 2013: Smash (Fernsehserie, Episode 2x13)
- 2013: Brightest Star
- 2014: Blue Bloods – Crime Scene New York (Blue Bloods, Fernsehserie, Episode 4x08)
- 2014: Looking (Fernsehserie, Episode 1x01)
- 2014: I'm Obsessed with You (But You've Got to Leave Me Alone)
- 2014: A Most Violent Year
- 2015: Gracie & Frankie (Fernsehserie, Episode 1x03)
- 2015: Those People
- 2015: Madam Secretary (Fernsehserie, 5 Episoden)
- 2015: Manhattan (Fernsehserie, 6 Episoden)
- 2015–2016: Aquarius (Fernsehserie, 10 Episoden)
- 2015–2019: The Magicians (Fernsehserie, 52 Episoden)
- 2016: Better Off Single
- 2016: The Night Of – Die Wahrheit einer Nacht (The Night Of, Miniserie, Episode 1x04)
- 2018: Younger (Fernsehserie, 5 Episoden)
- 2018: Random Acts of Flyness (Fernsehserie, Episode 1x05)
- 2020: I’m Thinking of Ending Things
- 2022: The Marvelous Mrs. Maisel (Fernsehserie, 2 Episoden)